# Jules Cantini
Pour les articles homonymes, voir Cantini.
Jules Cantini, né à Marseille le 2 février 1826 et mort dans la même ville le 12 décembre 1916, est un sculpteur, marbrier et mécène français.

## Biographie

### Jeunesse
Son père, Gaétan Cantini, est un maçon d’origine italienne qui réalisa la démolition de l’aqueduc de la porte d’Aix en 1823 afin de construire l’arc de triomphe. Avec sa femme, Thérèse Farci, ils s’installent rue Longue des capucins et ont plusieurs enfants, dont Jules qui fut le cadet. Orphelin en 1831, Jules Cantini entre en 1837 à l’école de dessin. Il épouse Rose Lemasle le 30 septembre 1856.

### Carrière
Jules Cantini débute dans l’atelier de sculpture décorative que Pierre, son frère aîné, a créé rue des Beaux-Arts. Il exploite des carrières de marbre rouge à Vitrolles, puis achète des carrières de marbre en Italie à Carrare et en Algérie. Après la mort de son frère en 1851, Jules Cantini fait prospérer l’entreprise qu'il installe avenue du Prado à Marseille. Il possède une scierie de marbre aux quartiers du Rouet et de Bonneveine. Grâce aux indications de Mgr Louis Robert, évêque de Marseille, il découvre et exploite des carrières de marbre de couleur ivoire.
Il réalise lui-même de nombreuses statuettes et des œuvres de plus grande taille en collaboration avec d’autres artistes. Il reçoit des commandes publiques et privées. Il décore les hôtels particuliers de Cyprien Fabre, Victor Régis ou Jules Charles-Roux à Sausset, les escaliers extérieurs du château de la Simone de la famille Rougier à Meyreuil. Il participe aux travaux de Notre Dame de la Garde et de la nouvelle cathédrale de la Major. En 1886, il offre une statue de saint Pierre faite de sa main pour une chapelle latérale de la basilique Notre-Dame-de-la-Garde. Il applique la polychromie, très appréciée à l’époque, aux statues, aux autels d’église ou aux cheminées qui doivent être nombreuses si on en juge par le grand nombre de dessins qu’il a effectués.
Lors de l’Exposition universelle de 1900 à Paris, l’État acquiert une statue réalisée en collaboration avec Ernest Barrias, La Nature se dévoilant à la Science, conservée à Paris au musée d'Orsay avec la mention « J. Cantini/Marbres & onyx/Marseille » figurant sur la plinthe de la terrasse.

### Le mécène
Sa fortune faite, il devient un grand mécène. Il fait un don de 100 000 francs à la Caisse d’épargne pour la création des livrets. C’est un bienfaiteur de l’école des beaux-arts où sont créés plusieurs prix portant son nom pour récompenser de jeunes artistes.
Par décret du 17 juillet 1908, il est promu officier de la Légion d’honneur.
En 1911, il offre à la ville de Marseille la fontaine de la place Castellane, que son ami André-Joseph Allar a réalisée d'après ses dessins. Lors de son inauguration, le 12 novembre 1911, le maire Bernard Cadenat compare Cantini à Crinas, ce « médecin qui avait légué sa fortune pour la remise en état des fortifications et des remparts de la cité ». On doit à ses ateliers une copie de la statue de David d'après Michel-Ange, érigée en 1949 au rond-point de la plage du Prado à Marseille, ainsi qu'une copie de celle du Milon de Crotone d'après Pierre Puget érigée cours Honoré-d'Estienne-d'Orves.

### Disparition et postérité
Jules Cantini meurt le 12 décembre 1916 et lègue une trentaine d’immeubles à la Ville et aux hôpitaux de Marseille, dont l'hôtel de la rue Grignan acheté à la Compagnie du Cap Nègre. Dans cet hôtel se trouve le musée Cantini actuellement spécialisé dans l’art moderne et l’art contemporain. Le maire Eugène Pierre assistait à ses obsèques, ainsi que de nombreuses personnalités.
Une clinique, ainsi qu’une avenue de Marseille partant de la place Castellane en direction de l'ancienne gare du Prado et qui longe le parc du 26e Centenaire, portent son nom.

## Œuvres dans les collections publiques
- Marseille :
  - église Sainte-Agathe des Camoins : maître-autel, 1866.
  - église Saint-Charles-Borromée : maître-autel, 1891.
  - place Castellane : Fontaine Cantini, 1911. Cette fontaine représente une allégorie de la ville de Marseille placée au sommet d'une colonne avec à la base de cette dernière quatre groupes sculptés représentant les allégories suivantes :
    - Le Rhône, évocation de l'océan de la Fontaine de Trevi[7] ;
    - Le Torrent ou La Durance de face avec à sa gauche un jeune pêcheur napolitain, évocation d'une œuvre de François Rude[8] ;
    - La Source ou L'Huveaune, elle évoque les figures féminines de Jean-Baptiste Carpeaux[9] ;
    - La Mer ou Amphitrite de face[10].

André-Joseph Allar, Fontaine Cantini (1911), d'après les dessins de Jules Cantini, Marseille, place Castellane
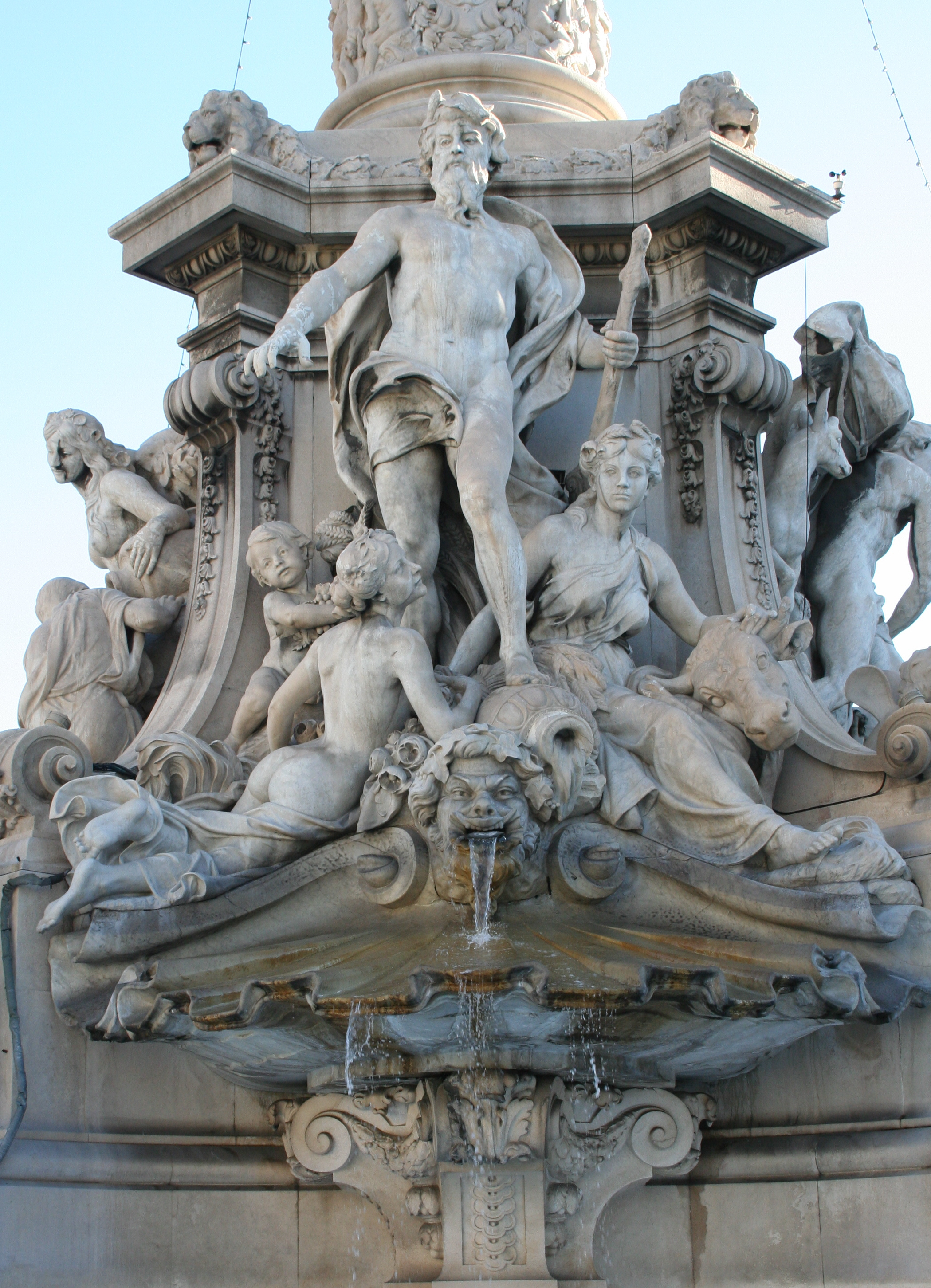
Le Rhône
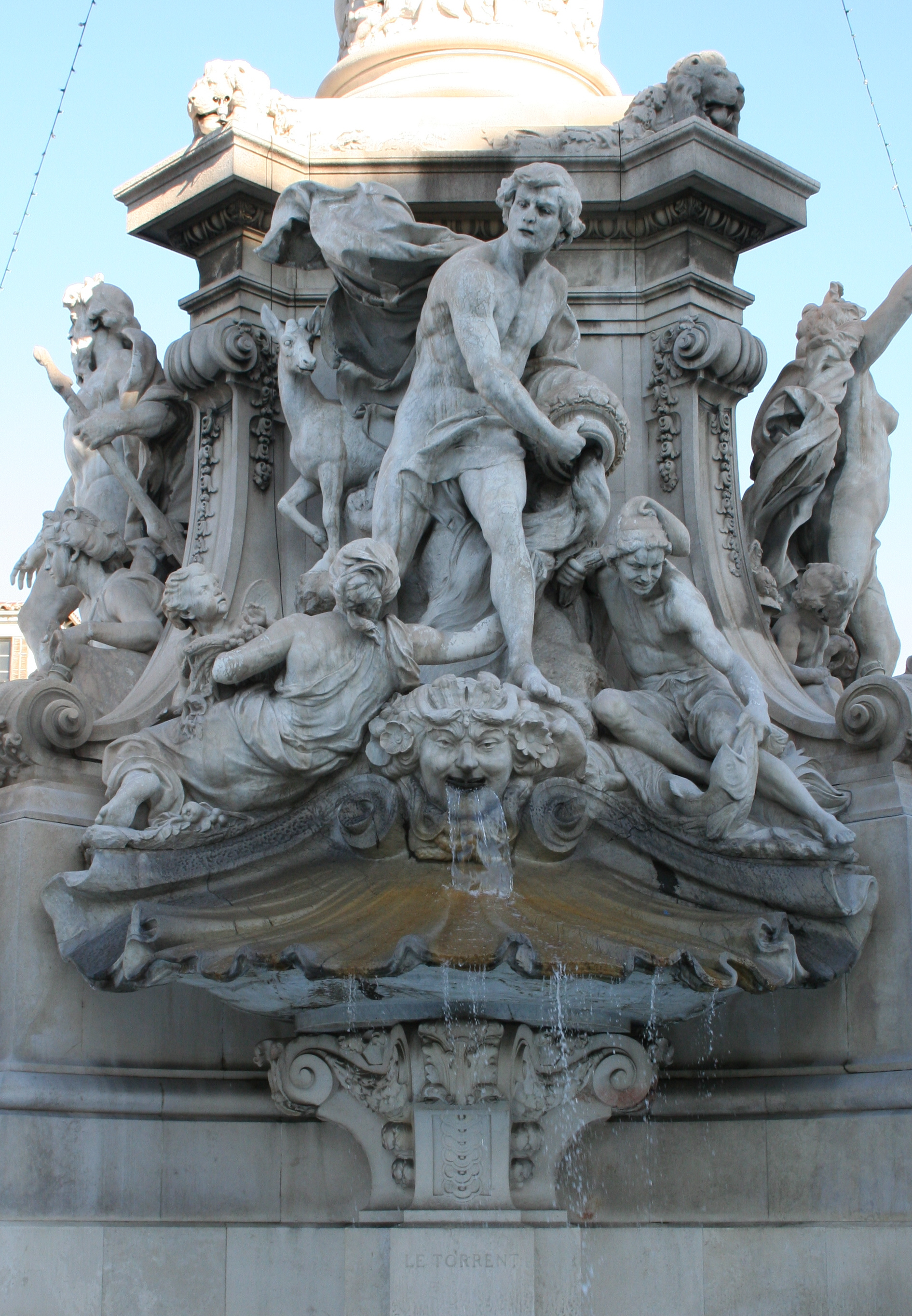
Le Torrent
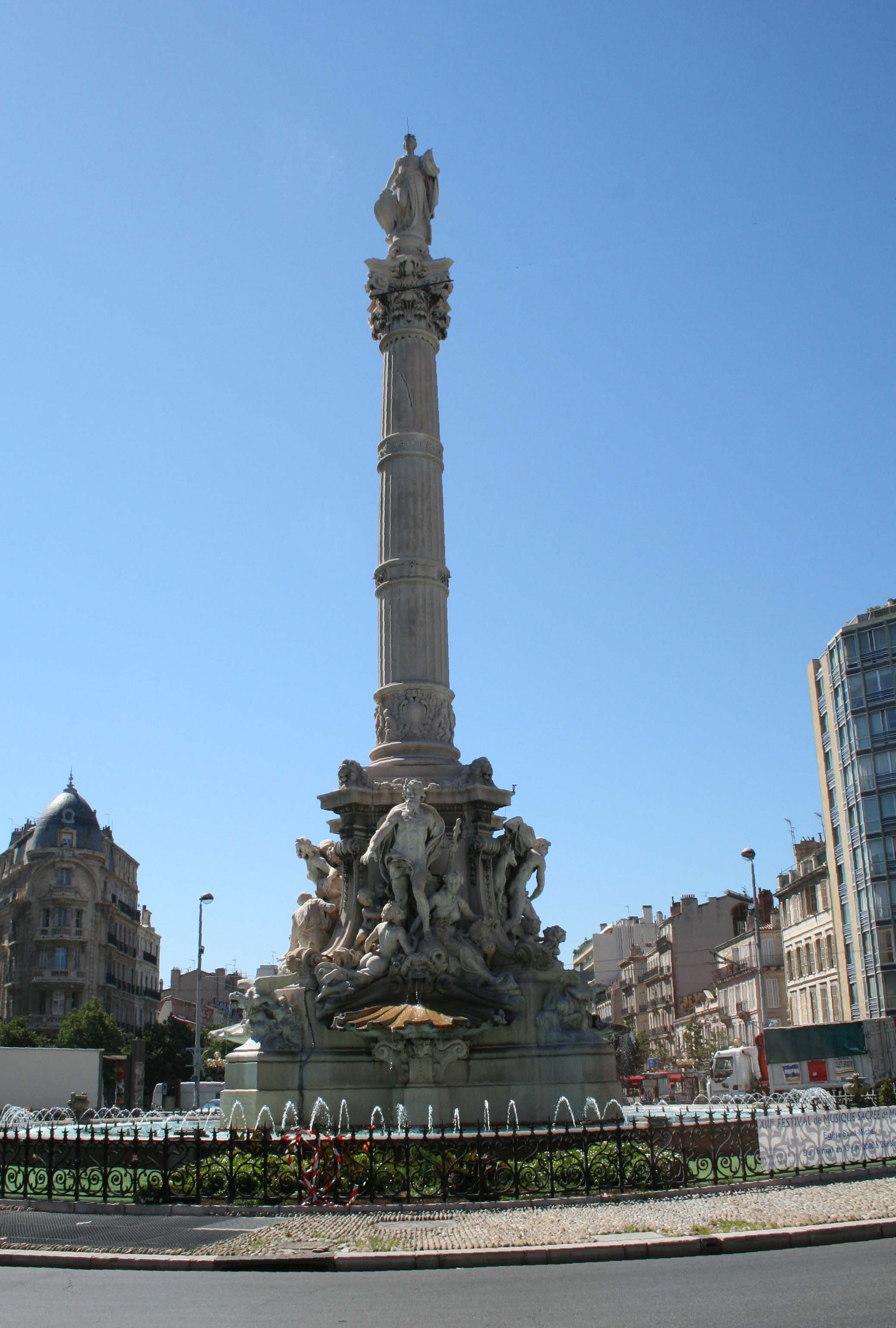
Vue d'ensemble.
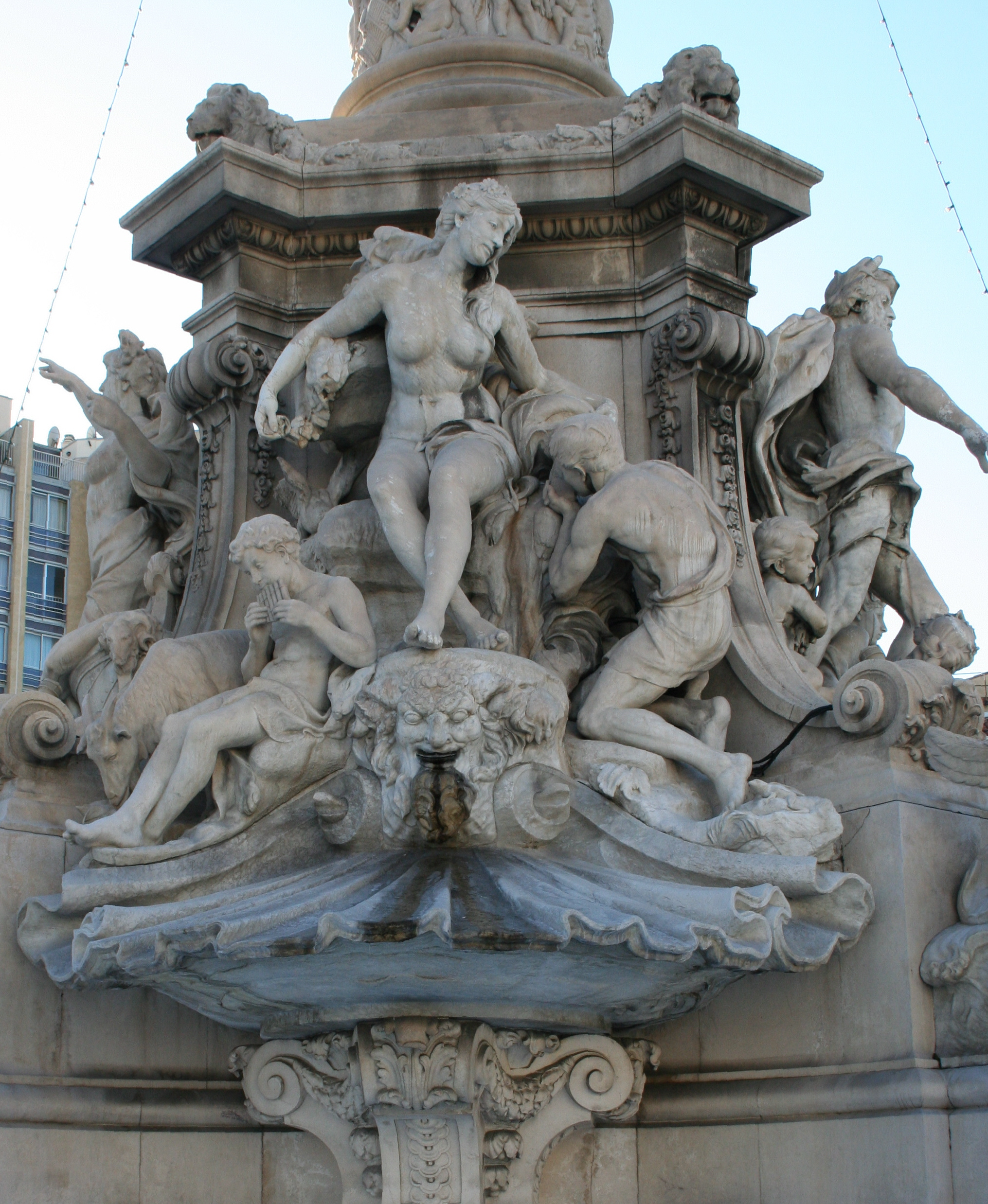
La Source
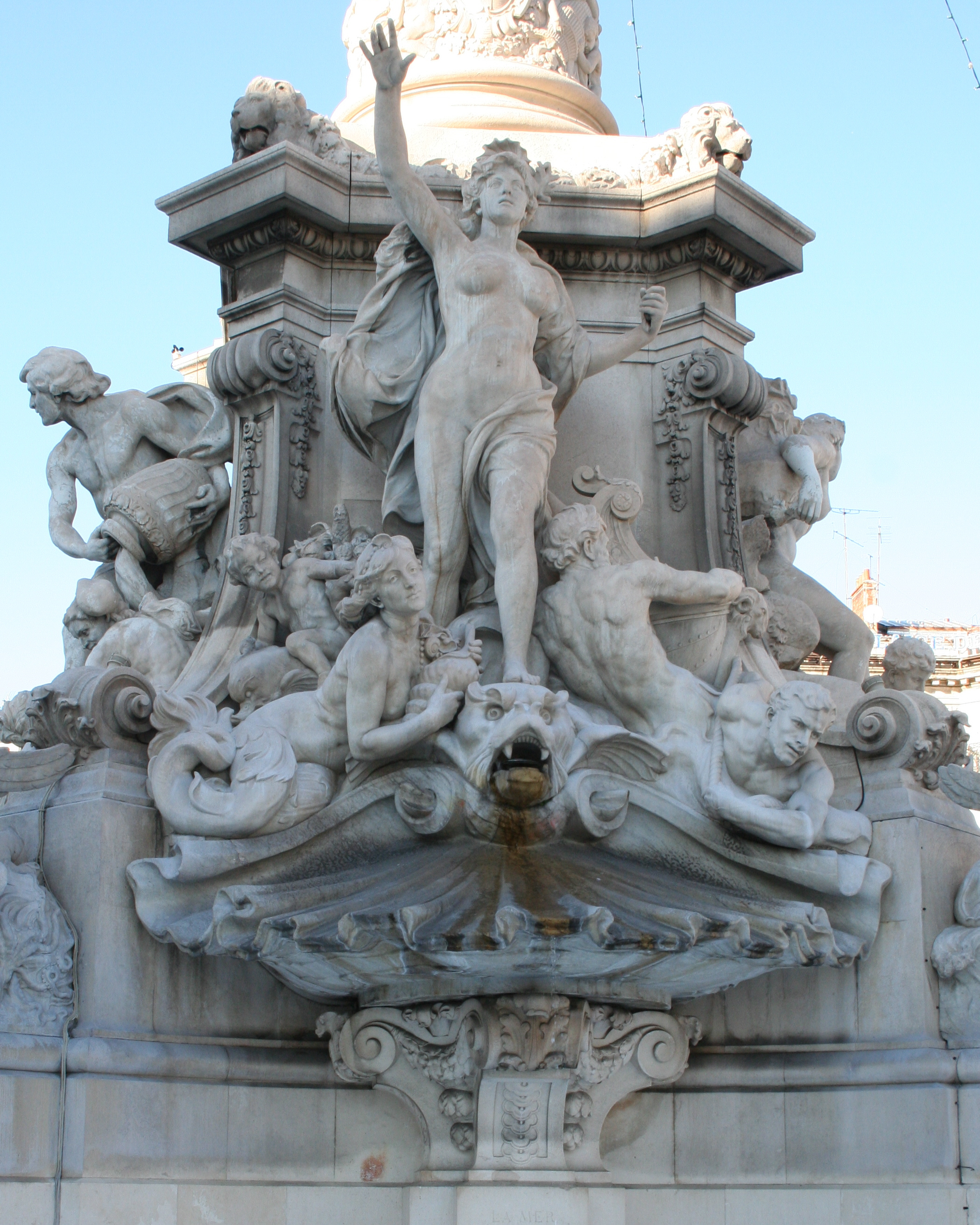
La Mer